# Апраксија
Апраксија је губитак способности да се изведу намерне или ненамерне радње. У зависности од разлога који леже у основи немогућности извођења комплексних, координисаних, сврсисходних покрета, разликују се амнестичка, идеомоторна и идеациона апраксија.